# 李慧珍 (香港小姐)
李慧珍（英語：Virginia June Lee，1933年11月10日—），於1954年舉行的第五屆香港小姐競選奪得冠軍，她於同年7月代表香港參加在美國舉行的第三屆環球小姐競選並獲得季軍，是香港代表歷來在這項國際性選美大賽取得的最佳成績。她於同年11月在美國結婚及定居。

## 選美

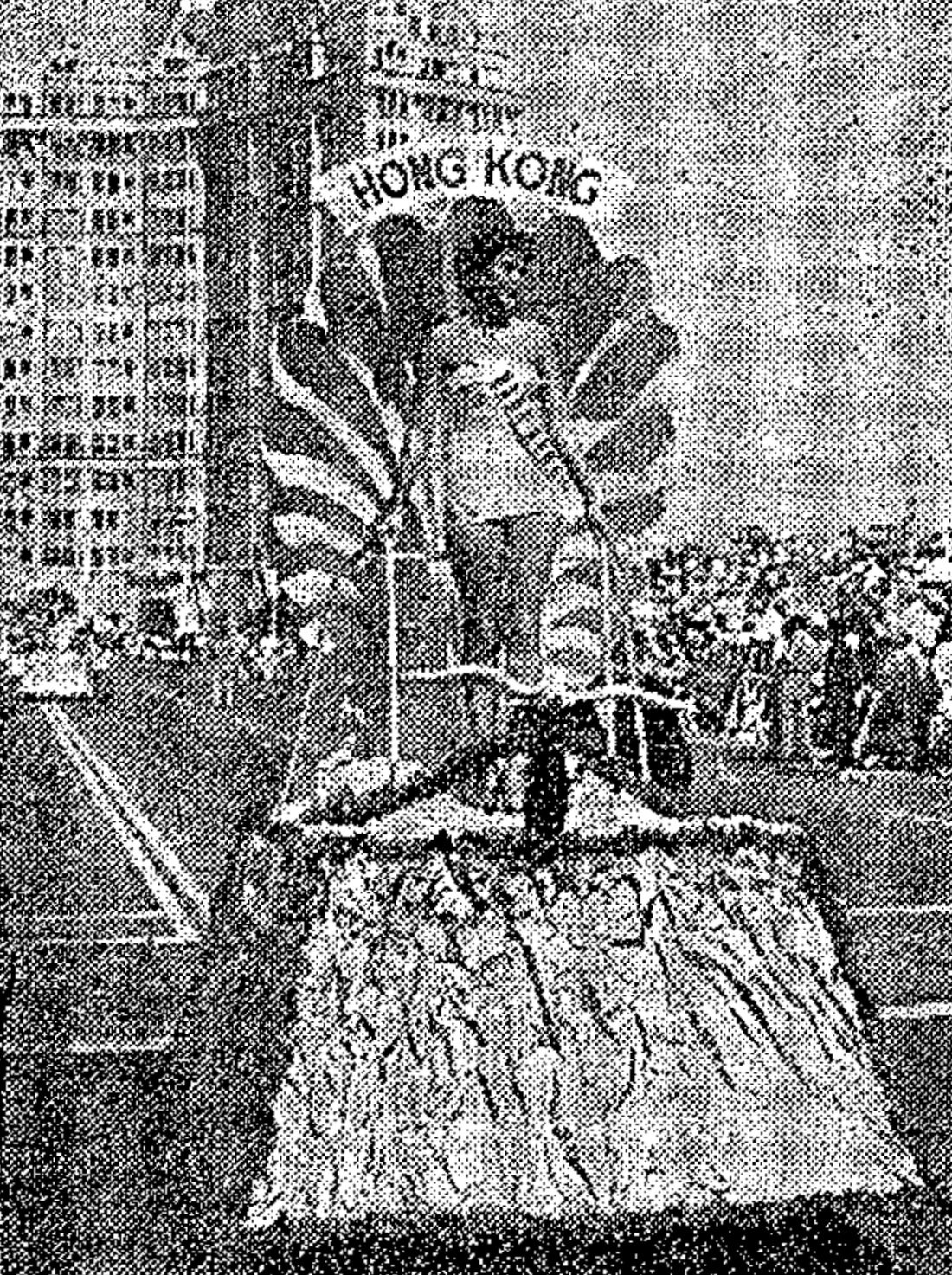
在1954年環球小姐競選於1954年7月24日舉行前，李慧珍代表香港出席在美國加州長灘舉行的花車巡遊

### 1954年度香港小姐競選
繼1952年香港首次派代表參加角逐1952年度環球小姐比賽後，1954年香港決定再派代表參加該年度的環姐競選，因此籌辦1954年度香港小姐競選選拔香港代表，並作為防治肺癆的慈善籌款活動，該屆港姐競選由北角麗池花園夜總會主辦，並由香港防癆會主席鄧律敦治的夫人安妮·律敦治擔任1954年香港小姐競選籌委會主席，而該屆港姐的門票收入，將有60%撥交予香港防癆會。
李慧珍於20歲時報名參加1954年度香港小姐競選，她當時在國泰航空任職機艙服務員半年餘，當年共有4位空姐報名參選香港小姐，其一位參賽佳麗毛茱迪，也是在國泰航空工作及已任職機艙服務員2年。
1954年5月29日初賽第二回合，19位參賽佳麗穿上晚禮服出場，由於李慧珍、毛茱迪、鄭蕾及何冰梅，在航空公司任職機艙服務員，因爲航空公司的排班，錯過了5月21日初賽第一回合穿着旗袍的演出，評判特許4位機艙服務員參賽者可以先穿上旗袍，補回評分，再換西式晚禮服出場。李慧珍在旗袍環節，穿上一件湖水色的旗袍，媒體記者形容李慧珍的面龐有點像熱帶小姐。另有媒體記者提到李慧珍是其中一位面上有墨痣的佳麗，而在最有希望當選的佳麗中，並未有包括李慧珍。雖然不被看好，但23號的李慧珍在6月7日完成初賽泳裝環節後，成功晉身決賽，與另外10位佳麗在6月12日競逐冠軍。
1954年香港小姐決賽於香港夏令時間6月12日晚上10時舉行，參賽佳麗需穿着3種服裝出場。李慧珍最終勝出，並由鄧律敦治夫人安妮·律敦治加冕爲1954年度香港小姐冠軍。李慧珍當晚受訪時稱自己當初是因爲這屆香港小姐競選具有慈善性質和想感受熱鬧氣氛而參加，並無想過自己會當選。
李慧珍勝出1954年度香港小姐競選可說是一個「爆大冷」的賽果，因為在初賽時已有傳媒評論李慧珍雖然身材豐滿，但膚色深、不夠白皙、嘴巴大、不夠漂亮，還拿她與上屆1952年度香港小姐冠軍但茱迪作比較，傳媒評論稱但茱迪雖然也是爆冷勝出，但起碼具有「東方美」，而李慧珍是一個外貌特殊的「東方美人」，由她代表香港似乎不太對題。此外，李慧珍雖然能夠聽講香港粵語，但日常交談以英語為主，更有媒體報導她上酒樓時拿筷子的姿勢相當生硬，質疑她最近才開始學用筷子。對於1954年度香港小姐競選的評判團為何會評選出李慧珍當冠軍，有評論稱因為評判員是西方人，所以使用了西方的審美標準做評選，亦有評論稱李慧珍擁有36吋的上圍，還有一雙美腿，身材火辣，當港姐冠軍也算實至名歸。

### 1954年度環球小姐選美大賽
李慧珍當選香港小姐後，由香港小姐主辦機構保薦她代表香港到美國加州長灘，參加在7月舉行的1954年度環球小姐競選。縱使受到部分傳媒的質疑及作出負面評論，李慧珍出發前往美國出選環球小姐前，仍保持樂觀態度回答記者的提問，李慧珍稱「我不知道前途如何，但我總希望能為香港爭點光榮回來」。另一方面，美國荷里活影評家卻認為身高5尺5吋、胸圍36吋的李慧珍體態健美，身高、胸圍及體態曲線都比其他亞洲熱門，如菲律賓、星加坡及日本的代表佳麗優勝，故此認為李慧珍有望在本屆環姐選美獲獎。
李慧珍到美國後，先在當地代表香港出席花車巡遊活動，1954年度環球小姐競選在1954年7月24日晚上於長灘市政會堂舉行，這屆環姐競選有33位來自世界各地的選美冠軍競逐環姐寶座，李慧珍代表香港取得季軍。

## 定居美國

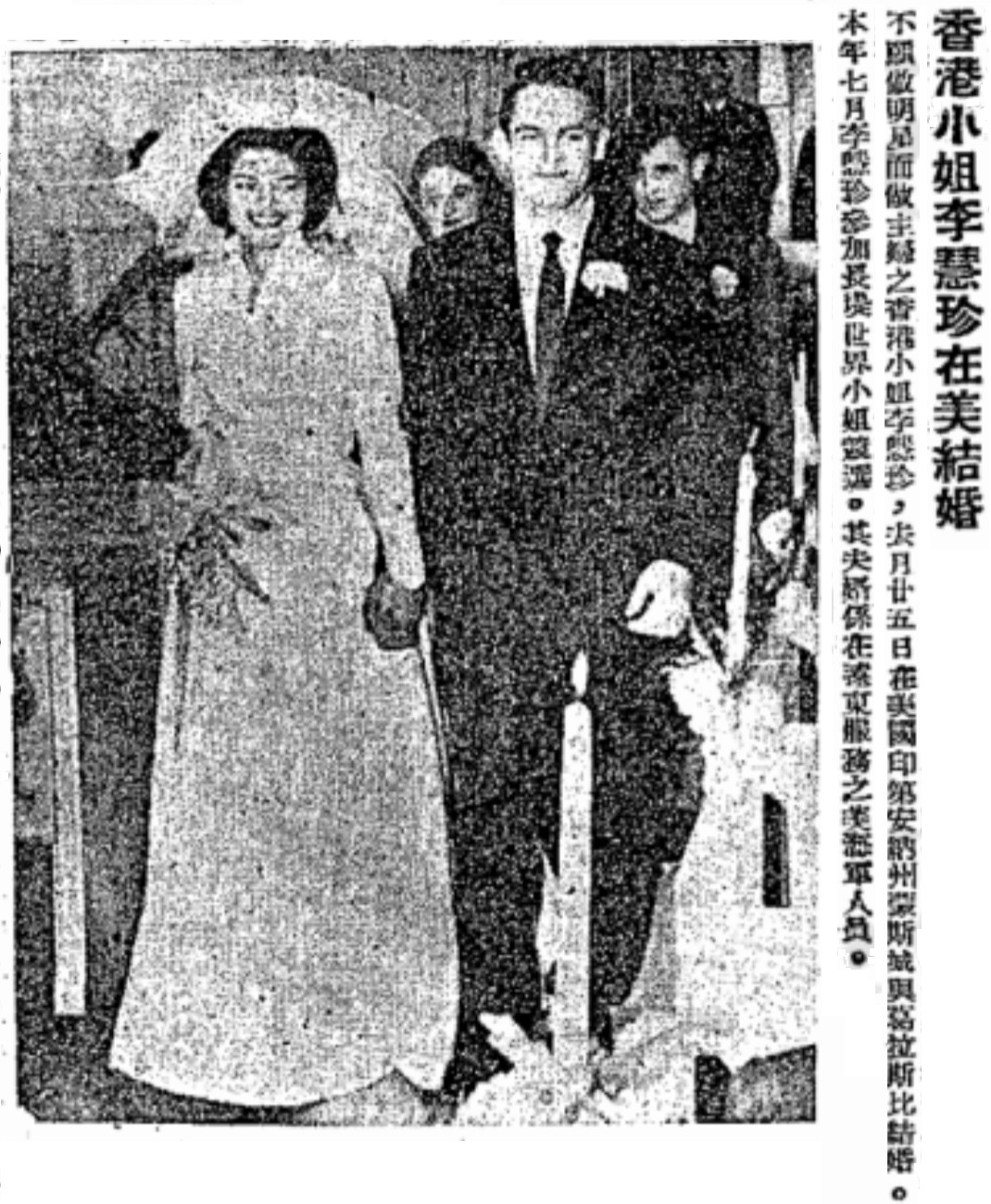
李慧珍與美國海軍男友於1954年11月25日在美國印第安納州蒙斯城成婚，《工商日報》於1954年12月2日刊登他們舉行婚禮的報導及婚照。

李慧珍奪得環球小姐季軍後，曾經在美國與環球電影公司簽署短期合約，她在電影「此乃巴黎」露面，也是她唯一參與的電影演出。同年11月，李慧珍宣布婚訊；11月25日，她與在美國海軍任職的23歲男朋友葛拉斯比在美國印第安納州蒙斯城舉行婚禮。《工商晚報》報導稱李慧珍的母親已移居英國倫敦，李慧珍與夫婿是在去年於香港認識，李慧珍去年任職空姐時於工餘時間到淺水灣遊玩，當時正巧有250位美國軍人在香港休假時到淺水灣遊覽，這是李慧珍首次認識葛拉斯比，雖然葛拉斯比之後需要返回日本的美軍駐地，但兩人一直維持通訊，葛拉斯比也於李慧珍在美國參選環球小姐時被調回美國，兩人再次相遇並決定成婚。報導又提到李慧珍的父親是輪船工程師，李慧珍還有一姊一妹，姊姊在香港受僱於駐港英國陸軍，妹妹則仍在香港求學。另外，1957年5月29日有報道稱，李慧珍與她的媽媽、姊姊和妹妹在香港保衛戰的戰亂中，曾爲一名被派來增援香港的加拿大陸軍士兵所救，當時香港守軍與入侵香港的日軍在九龍爆發激烈槍戰，李媽媽帶著仍是兒童的李慧珍三姊妹被困於槍林彈雨之中，幸得這名加拿大士兵把她們帶到一個安全地點避難，而這名加軍士兵的身份已經尋獲。

## 曾參加選美比賽
- 1954年香港小姐：冠軍
- 1954年環球小姐：季軍